# Jean-Pierre Chevalier
Pour les articles homonymes, voir Chevalier.
Jean-Pierre Chevalier, né à Rouen en février 1940, est un artiste lyrique français. Ténor léger, il a chanté de nombreux rôles en France et dans toute l'Europe dont à Bruxelles, Venise, Lisbonne, Palerme, Genève ou Liège.

## Biographie
Jean-Pierre Chevalier, né à Rouen, commence ses études musicales à l'école de Musique Roger-Vaccaro au Petit-Quevilly où il apprend le solfège et le violon. À dix-sept ans, il suit les cours de chant au Conservatoire de Rouen dans la classe de Rose Pocidalo de l'Opéra-Comique de Paris où il obtient le Premier Prix de Chant. Il rentre ensuite au Conservatoire national supérieur de musique de Paris dans la classe de Janine Micheau puis dans celle d'art lyrique de Louis Musy.
Dès sa sortie du conservatoire, il est membre de la troupe de l'Opéra de Marseille entre 1966 et 1971, sous la direction de Bernard Lefort et de Louis Ducreux. Pendant cette période, il effectue plusieurs stages au Mozarteum de Salzbourg en 1968 et 1969 puis à l'Académie musicale Chigiana de Sienne en 1970 et 1971 avec Gino Bechi et à Bois-le-Duc (Herzogenbusch au Pays-Bas) où il travaille les rôles de ténors mozartiens avec Anton Dermota.
Jean-Pierre Chevalier mène une carrière lyrique ininterrompue dans la plupart des opéras français de la RTLMF. Il est régulièrement à l'affiche des saisons lyriques de l'opéra de Marseille entre 1971 et 1995 mais aussi de ceux de Paris, Strasbourg, Lyon, Rouen, Nantes, Metz, Nancy, Toulouse ou Dijon ou des théâtres étrangers comme ceux de La Fenice de Venise, Sao Carlos de Lisbonne, La Monnaie de Bruxelles, Le Grand Théâtre de Genève. Il est invité dans les festivals d'Aix-en-Provence, Avignon, Orange, Saint-Céré, Montreux, Palerme ou Liège.
Il participe avec la chanteuse Pia Colombo le 15 juillet 1972, lors du Festival d'Avignon, à la création de « Il faut rêver dit Lénine » de Roger Pillaudin, pièce de théâtre musical avec jazz et musique improvisée de Hongrie et d'ailleurs. Il tient le rôle de oui oui. Le metteur en scène est Jean-Pierre Dougnac, le compositeur et le directeur musicale est Francis Miroglio.
Dès sa création vers 1984, il chante régulièrement jusqu'en 2010 avec l'Opéra éclaté sous la direction d'Olivier Desbordes.
Dans un répertoire baroque, Jean-Pierre Chevalier interprète Eumée dans Le retour d'Ulysse dans sa patrie de Monteverdi avec Jean-Claude Malgoire et des créations contemporaines « Les Liaisons dangereuses » de Claude Prey créé à Strasbourg en 1974 puis en tournée nationale en 1980 ainsi que « Ana et l'albatros » de Jacques Bondon et « Lo Scex que plliau » de Michel Hostettler en 1982.
Dans le répertoire d'opéra, opéra-comique et opérette, Jean-Pierre Chevalier chante de nombreux rôles principaux particulièrement ceux d'Offenbach et interprète également des rôles travestis tels que Siébel dans Faust, Stéphano dans Roméo et Juliette ou Chérubin dans Les Noces de Figaro.
Il se produit sous la direction de chefs d'orchestre comme Michel Plasson, Jean-Claude Malgoire, Jean-Claude Casadesus, Paul Ethuin, Theodor Guschlbauer, Nello Santi, Jeffrey Tate, Sir Neville Marriner, Dominique Trottein ou Maurizio Arena et de celle de metteurs en scène comme Jacques Fabbri, Jacques Demy, Robert Dhéry, Jean-Claude Brialy, Olivier Desbordes, Maurice Béjart et Lotfi Mansouri en partageant la scène avec de nombreux artistes de renom tels Montserrat Caballé, Régine Crespin, Barbara Hendricks, Natalie Dessay, José Van Dam, Gabriel Bacquier.
En août 1990, avec Mario Hacquard il réalise la mise en scène de La scala di seta, un opéra de Rossini pour le 41e Festival de Musique de Menton.
Jean-Pierre Chevalier est, par ailleurs, professeur de chant et de déclamation lyrique à l'école de musique de Cahors de 1997 à 2002 ainsi que professeur de technique vocale au festival de Saint-Céré en 2010.
Son dernier spectacle connu est le 15 novembre 2011 à l'Entrepôt des Jalles (Le Haillan) dans le rôle de remendado d'Une Carmen arabo-andalouse.

## Télévision
Jean-Pierre Chevalier participe aux enregistrements pour la Télévision Française en 
- 1967 : Ciboulette dans le rôle d'Antonin
- 1973 : Les Cloches de Corneville pour l'A2 mise en scène Robert Manuel, dans le rôle de Grenicheux[10],[11]
- 1979 : La Grande-duchesse de Gérolstein au Capitole de Toulouse avec Régine Crespin[12]
- 1979 : Werther avec Teresa Berganza au festival d'Aix-en-Provence pour FR3-Marseille
- 1980 : Les liaisons dangereuses pour FR3 au festival d'Aix-en-Provence
- 1983 : Renard d'Igor Stravinsky pour FR3 dans Les Promenades Lyriques du XXème siècle de Atelier lyrique de Tourcoing avec Jean-Claude Malgoire[13]
- 1984 : La Fille de madame Angot mise en scène Jean-Claude Brialy au Théâtre du Châtelet dans le rôle de Pomponnet[14],[15]

## Discographie
- 1968 : Lucrèce Borgia avec Montserrat Caballé et José van Dam (Lucrezia Borgia Donizetti 0737 Marseille 1968 Caballe Berbie Van Dam)[16]

## Répertoire
Une partie de son répertoire est donnée dans les Archives du Spectacle, dans les données de l'Opérabase  ou dans saisons lyriques de l'opéra de Marseille.
- 1968 : Lucrèce Borgia de Felice Romani (en italien) en création française à l'opéra de Marseille mise en scène de Bernard Lefort avec Montserrat Caballé, dans le rôle de Liverotto
- 1971 : Le Pauvre Matelot de Darius Milhaud et Les Mamelles de Tirésias de Francis Poulenc, dans le rôle de Lacouf/le Journaliste
- 1971 : Le Rossignol d'Igor Stravinsky mise en scène Jacques Demy au théâtre La Fenice à Venise
- 1972 : l'Affaire Makropoulos de Leoš Janáček direction musicale Jean Périsson mise en scène Wolf Dieter Ludwig, dans le rôle de Janek
- 1972 : Il faut rêver dit Lénine de Roger Pillaudin mise en scène Jean-Pierre Dougnac, dans le rôle de oui oui. Création au Festival d'Avignon le 15 juillet 1972
- 1972 : Les Fiançailles au couvent musique Sergueï Prokofiev mise en scène Pierre Barrat
- 1973 : Valses de Vienne de Johann Strauss direction musicale : Serge Bessière mise en scène Dominique Tirmont, dans le rôle de Léopold
- 1974 : la Fille de madame Angot de Charles Lecocq direction musicale Jeno Rehak mise en scène Tito Serebrinsky, dans le rôle de Pomponet
- 1974 : Les Liaisons dangereuses musique Claude Prey mise en scène Pierre Barrat
- 1979 : Les Noces de Figaro mise en scène Jorge Lavelli[19] avec Barbara Hendricks au 32ème Festival d'Aix-en-Provence, dans le rôle de Bazile[20]
- 1980 : Le Devin du village musique Jean-Jacques Rousseau mise en scène Pierre Barrat
- 1981 : Wozzeck de Alban Berg direction musicale Diego Masson mise en scène André Batisse, dans le rôle du Capitaine
- 1982 : L'Opéra de quatre notes de Tom Johnson mise en scène Henry Pillsbury
- 1985 : Le Baron tzigane musique Johann Strauss fils mise en scène Élie Delfosse
- 1986 : Les Brigands musique Jacques Offenbach mise en scène Alain Marcel
- 1990 : La Veuve joyeuse musique Franz Lehár mise en scène Olivier Desbordes
- 1993 : Manon musique Jules Massenet direction musicale Jean-Yves Ossonce mise en scène Christiane Issartel, dans le rôle de Guillot de Morfontaine
- 1994 : Salomé musique Richard Strauss mise en scène Charles Roubaud
- 1995 : Trois Valses musique Oscar Strauss direction musicale Olivier Holt mise en scène Bernard Pisani
- 1996 : La Grande-duchesse de Gérolstein musique Jacques Offenbach mise en scène Olivier Desbordes
- 1996 : Carmen musique Georges Bizet mise en scène Olivier Desbordes
- 2004 : Dédé musique Henri Christiné mise en scène Olivier Desbordes
- 2005 : Falstaff musique Giuseppe Verdi mise en scène Olivier Desbordes
- 2007 : Le Roi Carotte musique Jacques Offenbach mise en scène Olivier Desbordes
- 2011 : Une Carmen arabo-andalouse musique Youssef Kassimi Jamal… mise en scène Olivier Desbordes